# Хюутияйнен, Тойво
Тойво Армас Хюутияйнен (фин. Toivo Armas Hyytiäinen; 12 ноября 1925 — 21 октября 1978) — финский легкоатлет, призёр Олимпийских игр, чемпион Европы.
Тойво Хюутияйнен родился в 1925 году в Саариярви. В 1950 году выиграл чемпионат Европы. В 1952 году на Олимпийских играх в Хельсинки стал обладателем серебряной медали в метании копья.